# Home Free (gruppo musicale)
Gli Home Free sono un gruppo musicale a cappella statunitense, composto da cinque cantanti: Austin Brown, Rob Lundquist, Adam Rupp, Tim Foust e Adam Chance.
Il gruppo ha pubblicato il suo primo album From the Top nel 2007 e ha vinto l'edizione 2013 di The Sing-Off, concorso televisivo della rete statunitense NBC tra gruppi a cappella. In seguito alla vittoria il gruppo ha pubblicato Crazy Life, il primo album con una major.

## Storia del gruppo
Il gruppo Home Free è stato originariamente fondato da Chris Rupp nel 2000 a Mankato (Minnesota). I cinque membri fondatori, alcuni all'epoca ancora adolescenti erano i fratelli Chris e Adam Rupp, Matt Atwood, Darren Scruggs e Dan Lemke; il nome deriva da quello della barca del nonno di Atwood che li ha aiutati finanziariamente a lanciarsi.
Inizialmente gli Home Free cantavano per hobby, ma per i membri dal 2007 divenne un'occupazione a tempo pieno. In questo periodo, i Chris Rupp (baritono), Adam Rupp (beatboxer) e Atwood (tenore principale) furono membri i fissi. L'attuale membro Rob Lundquist (tenore alto), anch'egli del Minnesota, si unì al gruppo nel 2008; il basso Tim Foust, Texas, è entrato a far parte degli Home Free stabilmente dal tour del 2012, anche se aveva cantato con loro già nel tour del 2010; nel 2012 Matt Atwood, per impegni famigliari, decise di lasciare il gruppo; nello stesso anno gli Home Free avevano conosciuto Austin Brown di Tifton, Georgia, lavorando insieme negli spettacoli su una nave da crociera: Brown divenne il tenore principale del gruppo a tempo pieno dal gennaio 2013.
Nel marzo 2016 è stato annunciato che il fondatore Chris Rupp avrebbe lasciato gli Home Free per affrontare la carriera da solista. A maggio Adam Chance lo sostituisce nel gruppo.
Full Of (Even More) Cheer, riedizione aggiornata del loro album del 2014 Full of Cheer, pubblicato nel novembre 2016, debutta al numero 2 della classifica Top Country Albums, la migliore perfomance in classifica della band.

## Stile e formazione
Tutti e cinque i cantanti di Home Free hanno una formazione musicale formale. Lundquist e i fratelli Rupp hanno tutti una laurea in musica. Lo strumento principale di Adam Rupp è la tromba, ma suona anche batteria, tastiera e chitarra basso. Da quando si sono uniti al gruppo, Foust e Brown sono diventati anche molto attivi nella scrittura e nell'organizzazione.
In termini di ruoli musicali, Home Free è strutturato come un tradizionale barbershop quartet, con un tenore principale, due voci di armonia e un basso. Il tenore principale, che canta la maggior parte degli assoli, è Austin Brown. L'armonia tenore è cantata da Rob Lundquist, l'armonia baritonale è cantata da Adam Chance e Tim Foust canta il basso, con questi ultimi due ruoli occasionali. Oltre alle quattro voci, i suoni di percussioni sono forniti dal beatboxer Adam Rupp. Sebbene Brown sia il solista principale di Home Free, tutti gli altri membri cantano assoli.
Non sono stati un gruppo country dall'inizio. Prima che Foust e Brown entrassero a far parte del gruppo, gli Home Free erano un gruppo a cappella che cantava in una grande varietà di generi.

## Discografia

### Album
| Titolo                                             | Dettagli | Miglior posizione in classifica | Miglior posizione in classifica | Vendite      |
| Titolo                                             | Dettagli | US Country                      | US                              | Vendite      |
| -------------------------------------------------- | --- | ------------------------------- | ------------------------------- | ------------ |
| From the Top                                       | - Data pubblicazione: 17 luglio 2007 - Etichetta: Home Free - Chris Rupp, Adam Rupp, Matt Atwood, Joe Fine             | —                               | —                               |              |
| Kickin It Old School                               | - Data pubblicazione: 30 marzo 2009 - Etichetta: Home Free - C. Rupp, A. Rupp, Atwood, Rob Lundquist, Elliott Robinson | —                               | —                               |              |
| Christmas Vol 1                                    | - Data pubblicazione: 18 gennaio 2010 - Etichetta: Home Free - C. Rupp, A. Rupp, Atwood, Lundquist, Robinson           | —                               | —                               |              |
| Christmas Vol 2                                    | - Data pubblicazione: 30 marzo 2010 - Etichetta: Home Free - C. Rupp, A. Rupp, Atwood, Lundquist, Robinson             | —                               | —                               |              |
| Live from the Road                                 | - Data pubblicazione: 17 luglio 2012 - Etichetta: Home Free Studios - C. Rupp, A. Rupp, Atwood, Lundquist, Tim Foust   | —                               | —                               |              |
| Crazy Life                                         | - Data pubblicazione: 13 gennaio 2014 - Etichetta: Columbia Records - C. Rupp, A. Rupp, Austin Brown, Lundquist, Foust | 8                               | 40                              | - US: 71,800 |
| Full of Cheer                                      | - Data pubblicazione: 27 ottobre 2014 - Etichetta: Sony - C. Rupp, A. Rupp, Brown, Lundquist, Foust                    | 12                              | 65                              | - US: 85,500 |
| Country Evolution                                  | - Data pubblicazione: 18 settembre 2015 - Etichetta: Sony - C. Rupp, A. Rupp, Brown, Lundquist, Foust                  | 4                               | 46                              | - US: 63,200 |
| Full of (Even More) Cheer                          | - Data pubblicazione: 11 novembre 2016 - Etichetta: Columbia - A. Rupp, Adam Chance, Brown, Lundquist, Foust           | 2                               | 36                              | - US: 38,500 |
| Timeless                                           | - Data pubblicazione: 22 settembre 2017 - Etichetta: Columbia - A. Rupp, Chance, Brown, Lundquist, Foust               | 3                               | 28                              | - US: 50,900 |
| Dive Bar Saints                                    | - Data pubblicazione: 6 settembre 2019 - Etichetta: Home Free - A. Rupp, Chance, Brown, Lundquist, Foust               | 4                               | 44                              | - US: 19,900 |
| Warmest Winter                                     | - Data pubblicazione: 6 novembre 2020 - Etichetta: Home Free - A. Rupp, Chance, Brown, Lundquist, Foust                | 37                              | —                               |              |
| Land of the Free                                   | - Data pubblicazione: 25 giugno 2021 - Etichetta: Home Free - A. Rupp, Chance, Brown, Lundquist, Foust                 | 40                              | —                               |              |
| The Sounds of Lockdown                             | - Data pubblicazione: 17 giugno 2022 - Etichetta: Home Free - A. Rupp, Chance, Brown, Lundquist, Foust                 | —                               | —                               |              |
| So Long Dixie                                      | - Data pubblicazione: 4 novembre 2022 - Etichetta: Home Free - A. Rupp, Chance, Brown, Lundquist, Foust                | 17                              | 132                             |              |
| "—" indica che l'album non è entrato in classifica | |                                 |                                 |              |

### Singoli
| Anno | Titolo                       | Miglior posizione in classifica | Miglior posizione in classifica | Album         |
| Anno | Titolo                       | US Country                      | US                              | Album         |
| ---- | ---------------------------- | ------------------------------- | ------------------------------- | ------------- |
| 2014 | Angels We Have Heard on High | 30                              | 118                             | Full of Cheer |